# Tungstênio (quadrinhos)
Tungstênio é um romance gráfico de autoria de Marcello Quintanilha, lançado em 2014 pela editora Veneta. O enredo, de suspense e crítica social, gira em torno de um dia na vida de um policial, sua esposa, um traficante e um ex-sargento na cidade de Salvador, que terão suas vidas envolvidas a partir de um crime ambiental. Em 2018, a obra foi adaptada para os cinemas, com o roteiro do filme tendo sido escrito pelo próprio Quintanilha.
Tungstênio foi bem recebido pela crítica, sendo considerado pelo jornalista e tradutor Érico Assis como uma das "10 HQs brasileiras que marcaram a década", e ganhou edições em diversos países como Alemanha, Espanha, França, Polônia e Portugal. Devido à obra, Quintanilha foi agraciado em 2015 com o HQ Mix na categoria Roteirista Nacional. No ano seguinte, o quadrinho recebeu o prêmio "Polar SNCF", de melhor história policial, no Festival de Angoulême. Em 2017, o quadrinho ganhou o prêmio alemão Rudolph Dirks Award nas categorias Melhor Roteiro/América do Sul e Melhor Desenho/América do Sul.